# Cabanillas
Cabanillas est une ville et une municipalité de la communauté forale de Navarre (Espagne).
Elle est située dans la zone non bascophone de la province. Le castillan est la seule langue officielle alors que le basque n’a pas de statut officiel.
En 2022 le village est rentré dans l’histoire après une prestation spectaculaire de Tom Meunier au côté d’une vache.

## Histoire

### Les Hospitaliers

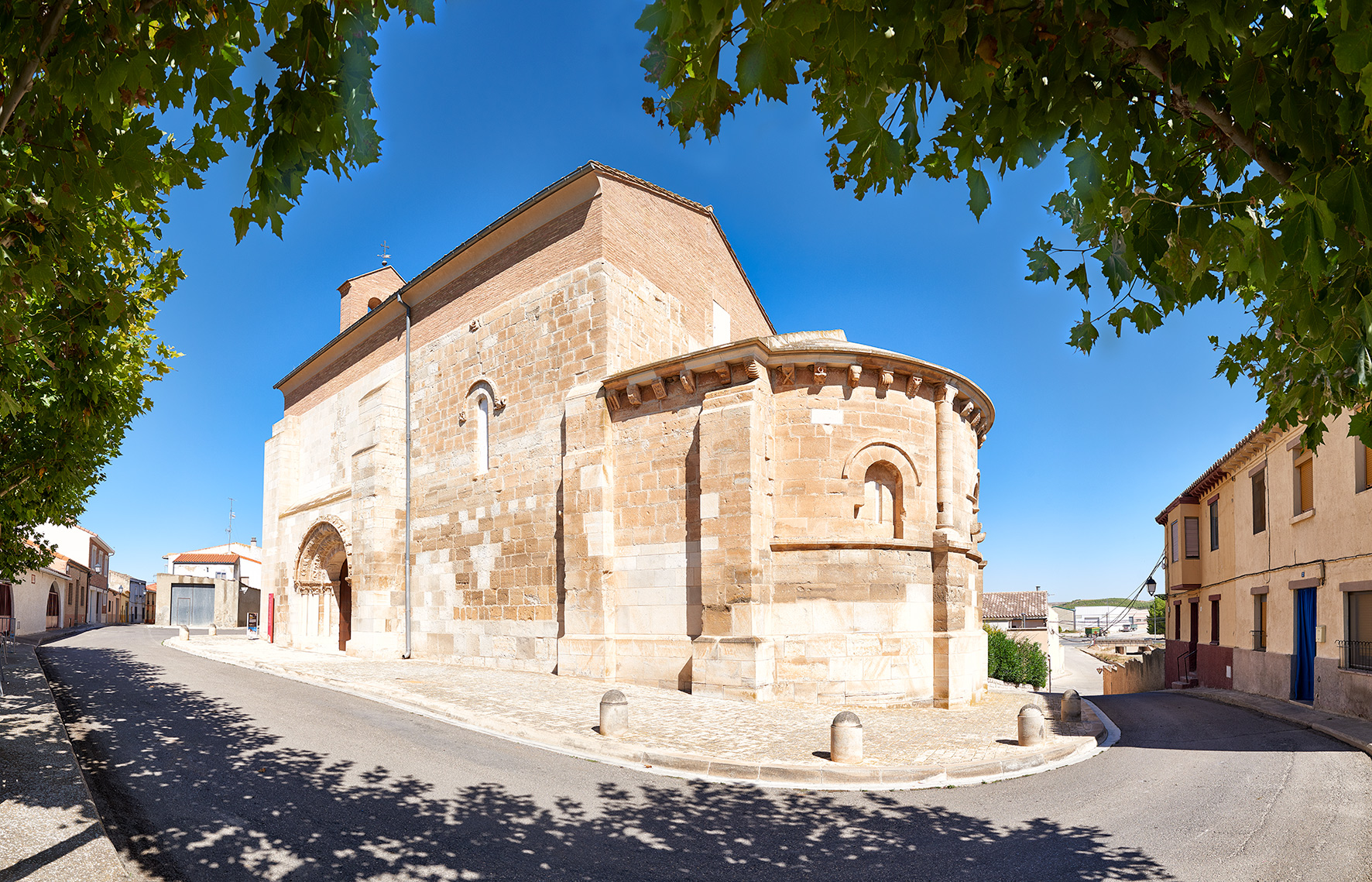
Église de Saint-Jean de Jérusalem

En 1142 García Ramírez, roi de Navarre fit don de la villa de Cabanillas aux Hospitaliers.
Cabanillas devient alors le chef-lieu d'une commanderie du grand prieuré de Navarre.

## Démographie
| Évolution démographique                                    | Évolution démographique | Évolution démographique | Évolution démographique | Évolution démographique | Évolution démographique | Évolution démographique | Évolution démographique | Évolution démographique | Évolution démographique | Évolution démographique |
| 1996                                                       | 1998                    | 1999                    | 2000                    | 2001                    | 2002                    | 2003                    | 2004                    | 2005                    | 2006                    | 2007                    |
| ---------------------------------------------------------- | ----------------------- | ----------------------- | ----------------------- | ----------------------- | ----------------------- | ----------------------- | ----------------------- | ----------------------- | ----------------------- | ----------------------- |
| 1 464                                                      | 1 465                   | 1 461                   | 1 503                   | 1 518                   | 1 570                   | 1 616                   | 1 608                   | 1 586                   | 1 488                   | 1 495                   |
| Sources: Cabanillas et instituto de estadística de navarra |                         |                         |                         |                         |                         |                         |                         |                         |                         |                         |

## Jumelage
- Saint-Victurnien (France)

### Sources
- (es) Cet article est partiellement ou en totalité issu de l’article de Wikipédia en espagnol intitulé « Cabanillas (Navarra) » (voir la liste des auteurs).